# ネスティー・ペテシオ
ネスティー・アルケイドゥ・ペテシオ（Nesthy Alcayde Petecio、1992年4月11日 - ）は、フィリピンの女子アマチュアボクシング選手である。
2016年リオデジャネイロオリンピックは出場権を逃す。 
2019年世界選手権では、フェザー級で金メダル獲得。
2021年に開催された東京オリンピックに女子フェザー級で出場。決勝で入江聖奈に0-5で敗れたが、銀メダルを獲得。フィリピン女子ボクシング初のオリンピックメダルを獲得した。
レズビアンを公表している。